# Odigitrievski-kathedraal
De Odigitrievski-kathedraal (Russisch: Одигитриевский собор) of Kathedraal van de Moeder Gods van Smolensk, Beschermster van Oelan Oede (russisch: Свято-Одигитриевский собор Улан-Удэ) is een Russisch-orthodoxe kathedraal in de Oost-Siberische stad Oelan-Oede. De kathedraal was het eerste stenen gebouw van de stad en is gelegen in het oude centrum van de stad aan de oever van de Oeda, een zijrivier van de Selenga.

## Geschiedenis
De gefaseerde bouw van de kathedraal begon in 1741 ter vervanging van een houten kerk gewijd aan de Moeder Gods van Vladimir. In 1770 werd de benedenkerk gewijd aan de Theofanie, de bovenkerk werd in 1785 gewijd aan de Moeder Gods van Smolensk. Kooplieden die rijk werden met de handel met China bekostigden de bouw. De kerk werd gebouwd in een gebied met hoge seismiciteit en al in 1818 werden scheuren ontdekt in de kerk, die door latere bevingen groter werden. In 1863 volgde een grondig herstel.

## Sovjet-periode
Op 6 september 1929 vaardigde het Centraal Uitvoerend Comité van Boerjatië een decreet uit dat de kathedraal gesloten moest worden. Alle kerkelijke goederen werden in beslag genomen, de iconen werden vernietigd, de klokken geroofd en het gebouw werd als pakhuis in gebruik genomen. In 1934 werd er een anti-religieus museum in gevestigd. Na de Tweede Wereldoorlog werd de voormalige kerk een Museum voor Geschiedenis. In 1960 erkende de overheid de kerk als architectonisch monument van Siberische barok.

## Heropening
Vanaf 1995 werd de kerk geleidelijk overgedragen aan de Russisch-orthodoxe Kerk. De erediensten werden hervat in 1999. Na de volledig restauratie van de kerk werd in de onmiddellijke nabijheid in 2004 de Verlosserskerk gebouwd.